# ゲームアーツ
株式会社ゲームアーツ（英: GAME ARTS Co., Ltd.） は、日本のゲームソフトウェア制作会社。ガンホー・オンライン・エンターテイメントの完全子会社。

## 概要
1985年設立。アクションシューティングゲーム『テグザー』は、開発中のゲーム画面を見たNECより発売から半年前の最新機種PC-8801mkII SRを提供されるなど支援を受け、1985年4月に発売。海外のPCにも数多く移植され全世界累計で50万本を売り上げる大ヒットを記録するなど、その技術力を知らしめた。その後も『ファイアーホーク』や『シルフィード』などPC-8800シリーズを中心にプログラム技術を駆使したゲームを数多くリリースする。OPN、OPM、OPNA等に搭載されるCSMモードを利用した音声合成を使ったメーカーロゴ、演出があった。
家庭用ゲーム機ソフトはライセンス契約による移植タイトルのみで、発売は他社に一任していたが、1990年12月にメガドライブ版『ぎゅわんぶらあ自己中心派 片山まさゆきの麻雀道場』を自社で発売し、コンシューマゲーム市場への参入を果たした。以降メガCD、セガサターン、ドリームキャストといったセガのゲーム機向けにゲームソフトを積極的にリリース、有力サードパーティーとしての地位を確立し、セガハード専門誌、セガユーザーからも高く評価されていた。かつては、アルファ・システムやトレジャーなど他のゲーム開発会社と共同でパブリッシング専門の会社ESP（Entertainment Software Publishing）を設立していた。
メガドライブ参入後は『SDガンダムワールド ガチャポン戦士』シリーズなど他機種家庭用ゲーム機ソフトの開発も手掛けるようになり、『グランディア』の移植を機にプレイステーションにも参入。2005年10月17日よりガンホー・オンライン・エンターテイメントの連結子会社となり、親会社となったガンホーの意向によりオンラインゲームの開発を行っている。また任天堂のWii用ソフト『大乱闘スマッシュブラザーズX』の開発には『グランディアIII』の開発を終えたゲームアーツのスタッフが多数参加した。

## 作品
| 発売年 | タイトル                                                | 機種               | 発売元                                   | 備考                                   |
| ------ | ------------------------------------------------------- | ------------------ | ---------------------------------------- | -------------------------------------- |
| 1985   | テグザー                                                | MSX、PC-88         | ゲームアーツ                             |                                        |
| 1985   | キュービーパニック                                      | PC-88              | ゲームアーツ                             |                                        |
| 1985   | テグザー                                                | FC                 | スクウェア                               |                                        |
| 1986   | シルフィード                                            | PC-88              | ゲームアーツ                             |                                        |
| 1987   | ぎゅわんぶらあ自己中心派                                | PC-88、PC-98、MSX  | ゲームアーツ                             |                                        |
| 1987   | ゼリアード                                              | PC-88              | ゲームアーツ                             |                                        |
| 1987   | ぎゅわんぶらあ自己中心派2 自称! 強豪雀士編              | PC-88、PC-98、MSX2 | ゲームアーツ                             |                                        |
| 1987   | 雀皇登龍門                                              | PC-98              | ゲームアーツ                             |                                        |
| 1988   | ソリテア ロイヤル                                       | MSX2、PC-88        | ゲームアーツ                             |                                        |
| 1988   | プロ野球ファミリースタジアム ペナントレース版           | PC-88              | ゲームアーツ                             |                                        |
| 1988   | ぎゅわんぶらあ自己中心派3 望郷さすらい雀士編            | PC-88              | ゲームアーツ                             |                                        |
| 1988   | ヴェイグス                                              | PC-88              | ゲームアーツ                             |                                        |
| 1989   | ファイアーホーク                                        | MSX2、PC-88        | ゲームアーツ                             |                                        |
| 1989   | ファリア 封印の剣                                       | FC                 | ハイスコアメディアワーク                 |                                        |
| 1989   | ぎゅわんぶらあ自己中心派 麻雀パズルコレクション         | PC-88              | ゲームアーツ                             |                                        |
| 1989   | プロ野球ファミリースタジアム '89年度ペナントレース版    | PC-88              | ゲームアーツ                             |                                        |
| 1990   | HARAKIRI                                                | PC-88              | ゲームアーツ                             |                                        |
| 1990   | プロ野球ファミリースタジアム '90年度ペナントレース版    | FM-TOWNS           | ゲームアーツ                             |                                        |
| 1990   | ぎゅわんぶらあ自己中心派 片山まさゆきの麻雀道場         | MD                 | ゲームアーツ                             |                                        |
| 1991   | 天下布武～英雄たちの咆哮～                              | MCD                | ゲームアーツ                             |                                        |
| 1991   | 雀皇登龍門II                                            | PC-98、DOS/V       | ゲームアーツ                             |                                        |
| 1992   | アリシアドラグーン                                      | MD                 | ゲームアーツ                             |                                        |
| 1992   | ルナ ザ・シルバースター                                 | MCD                | ゲームアーツ                             |                                        |
| 1992   | ぎゅわんぶらあ自己中心派 2 激闘! 東京マージャンランド編 | MCD                | ゲームアーツ                             |                                        |
| 1992   | ワンダーMIDI                                            | ワンダーメガ       | 日本ビクター                             |                                        |
| 1993   | ゆみみみっくす                                          | MCD                | ゲームアーツ                             |                                        |
| 1993   | Jリーグチャンピオンサッカー                             | MD                 | 小学館プロダクション                     |                                        |
| 1993   | シルフィード                                            | MCD                | ゲームアーツ                             |                                        |
| 1994   | うる星やつら 〜ディア マイ フレンズ〜                   | MCD                | ゲームアーツ                             |                                        |
| 1994   | ルナ エターナルブルー                                   | MCD                | ゲームアーツ                             |                                        |
| 1995   | ゆみみみっくすREMIX                                     | SS                 | ゲームアーツ                             |                                        |
| 1996   | LUNAR さんぽする学園                                    | GG                 | ゲームアーツ                             |                                        |
| 1996   | ガングリフォン                                          | SS                 | ゲームアーツ                             |                                        |
| 1996   | LUNAR シルバースターストーリー                          | SS                 | 角川書店                                 | 日本アートメディアと共同開発           |
| 1996   | ぎゅわんぶらあ自己中心派 トーキョーマージャンランド     | SS                 | ゲームアーツ                             |                                        |
| 1996   | だいな♥あいらん ＜予告編＞                              | SS                 | ゲームアーツ                             |                                        |
| 1997   | だいな♥あいらん                                         | SS                 | ゲームアーツ                             |                                        |
| 1997   | LUNAR シルバースターストーリー COMPLETE                 | SS                 | 角川書店                                 | 日本アートメディアと共同開発           |
| 1997   | 魔法学園LUNAR!                                          | SS                 | 角川書店                                 |                                        |
| 1997   | グランディア                                            | SS                 | ゲームアーツ、ESP                        |                                        |
| 1998   | ガングリフォンII                                        | SS                 | ESP                                      |                                        |
| 1998   | LUNAR シルバースターストーリー                          | PS                 | 角川書店                                 | 日本アートメディアと共同開発           |
| 1998   | グランディア デジタルミュージアム                       | SS                 | ESP                                      |                                        |
| 1998   | LUNAR 2 エターナルブルー                                | SS                 | 角川書店                                 |                                        |
| 1998   | LUNAR シルバースターストーリー                          | PC                 | ESP                                      | 日本アートメディアと共同開発           |
| 1999   | LUNAR 2 エターナルブルー                                | PS                 |                                          |                                        |
| 1999   | グランディア                                            | PS                 |                                          |                                        |
| 1999   | 角川書店                                                | PS                 |                                          |                                        |
| 2000   | ぎゅわんぶらあ自己中心派 〜イッパツ勝負!〜              | PS、DC             | ESP                                      |                                        |
| 2000   | ぎゅわんぶらあ自己中心派 〜イッパツ勝負!〜              | PS、DC             | ESP                                      |                                        |
| 2000   | グランディアII                                          | DC                 | セガ                                     |                                        |
| 2000   | ガングリフォン ブレイズ                                 | PS2                | カプコン                                 |                                        |
| 2000   | SILPHEED -THE LOST PLANET-                              | PS2                | カプコン                                 | トレジャーと共同開発                   |
| 2000   | グランディア パラレルトリッパーズ                       | GBC                | ESP                                      |                                        |
| 2001   | ANIMANIACS 約束の地リヴィエラ                           | PS                 | 角川書店                                 |                                        |
| 2001   | LUNAR 〜レジェンド〜                                    | GBA                | メディアリング                           | 日本アートメディアと共同開発           |
| 2001   | 鄭問之三國誌                                            | PS2                | ESP                                      |                                        |
| 2002   | グランディアII                                          | PS2                | エニックス                               |                                        |
| 2002   | グランディア エクストリーム                             | PS2                | エニックス                               |                                        |
| 2002   | ボンバーマンジェネレーション                            | GC                 | ハドソン                                 |                                        |
| 2004   | ガングリフォン アライド ストライク                      | XB                 | テクモ                                   |                                        |
| 2005   | LUNAR -ジェネシス-                                      | DS                 | マーベラスインタラクティブ               | 日本アートメディアと共同開発           |
| 2005   | グランディアIII                                         | PS2                | スクウェア・エニックス                   |                                        |
| 2006   | PROJECT SYLPHEED                                        | Xb360              | スクウェア・エニックス                   | スクウェア・エニックス、セタと共同開発 |
| 2008   | ANIMANIACS 時代を越える想い ハーモニー                  | PS3                | ガンホー・オンライン・エンターテイメント |                                        |
| 2008   | ANIMANIACS 時代を越える想い ハーモニー                  | PS3                | ガンホー・オンライン・エンターテイメント |                                        |
| 2008   | 刀龍－Legend of Kroll－                                 | iOS                | ガンホー・オンライン・エンターテイメント |                                        |
| 2009   | グランディア オンライン                                 | PC                 | ガンホー・オンライン・エンターテイメント |                                        |
| 2009   | Teenage Mutant Ninja Turtles: Smash-Up                  | Wii、PS2           | ユービーアイソフト                       |                                        |
| 2009   | Shadow Walker 影の少年と光の妖精                        | Wiiウェア          | ガンホー・オンライン・エンターテイメント |                                        |
| 2009   | LUNAR ハーモニーオブシルバースター                      | PSP                | ガンホー・オンライン・エンターテイメント | 日本アートメディアと共同開発           |
| 2010   | 霊界電話                                                | Android            | ガンホー・オンライン・エンターテイメント |                                        |
| 2010   | シルフィード オルタナティブ                             | Android            | ガンホー・オンライン・エンターテイメント |                                        |
| 2011   | ツイモン                                                | Android            | ガンホー・オンライン・エンターテイメント |                                        |
| 2012   | ピコットナイト                                          | PS Vita            | ガンホー・オンライン・エンターテイメント |                                        |
| 2012   | ラグナロクオデッセイ                                    | PS Vita            | ガンホー・オンライン・エンターテイメント |                                        |
| 2012   | Dokuro                                                  | PS Vita、PS3       | ガンホー・オンライン・エンターテイメント |                                        |
| 2013   | ラグナロクオデッセイエース                              | PS Vita、PS3       | ガンホー・オンライン・エンターテイメント |                                        |
| 2014   | ピコットナイト                                          | iOS、Android       | ガンホー・オンライン・エンターテイメント |                                        |
| 2015   | Grandia II Anniversary Edition                          | PC                 | ガンホー・オンライン・エンターテイメント |                                        |
| 2015   | レジェンド オブ キングダム〜王国騎士団の絆〜            | iOS、Android       | ガンホー・オンライン・エンターテイメント |                                        |
| 2023   | Grandia III Anniversary Edition                         | PC                 | ガンホー・オンライン・エンターテイメント |                                        |
| 2024   | ANIMANIACS メモリーズ・フラグラグ                       | PS5、PS4、Switch   | マーベラスインタラクティブ               |                                        |
| 2024   | ANIMANIACS メモリーズ・フラグラグ                       | PS5、PS4、Switch   | マーベラスインタラクティブ               |                                        |
| 2024   | ANIMANIACS 時代を越える想い ハーモニー HD               | PS5、PS4、Switch   | マーベラスインタラクティブ               |                                        |
| 2024   |                                                         | PS5、PS4、Switch   | マーベラスインタラクティブ               |                                        |
| 2024   | LUNAR シルバースターストーリー HD                       | PS5、PS4、Switch   | マーベラスインタラクティブ               |                                        |
| 2024   |                                                         | PS5、PS4、Switch   | マーベラスインタラクティブ               |                                        |
| 2024   |                                                         | PS5、PS4、Switch   | マーベラスインタラクティブ               |                                        |
| 2024   | LUNAR 2 エターナルブルー HD                             | PS5、PS4、Switch   | マーベラスインタラクティブ               |                                        |
| 2024   | 二ノ国 クレストリア                                     | PS5、PS4、Switch   | レベルファイブ                           |                                        |